# Elecciones presidenciales de Serbia de 1997
Las elecciones presidenciales se celebraron en la República de Serbia el 7 de diciembre de 1997 con una segunda vuelta que se llevó a cabo el 21 de diciembre de 1997, tras la anulación de los resultados presidenciales de las elecciones de septiembre debido a la baja participación de votantes que no cumplía con los requisitos constitucionales. El resultado fue una victoria para Milan Milutinović del Partido Socialista de Serbia (SPS), que derrotó a Vojislav Šešelj del Partido Radical Serbio (SRS) en la segunda ronda (este último había ganado las elecciones de septiembre).

## Resultados
| Candidato                            | Candidato                            | Partido                              | Primera ronda | Primera ronda | Segunda ronda | Segunda ronda |
| Candidato                            | Candidato                            | Partido                              | Votos         | %             | Votos         | %             |
| ------------------------------------ | ------------------------------------ | ------------------------------------ | ------------- | ------------- | ------------- | ------------- |
|                                      | Milán Milutinović                    | Coalición de Izquierda               | 1,665,822     | 43,70         | 2,181,808     | 59,23         |
|                                      | Vojislav Šešelj                      | Partido Radical Serbio               | 1,227,076     | 32.19         | 1,383,868     | 37,57         |
|                                      | Vuk Drašković                        | Movimiento de Renovación Serbia      | 587,776       | 15.42         |               |               |
|                                      | Vuk Obradović                        | Democracia social                    | 115,850       | 3,04          |               |               |
|                                      | Dragoljub Mićunović                  | Centro Democrático                   | 86.583        | 2,27          |               |               |
|                                      | Miodrag Vidojković                   | Grupo de ciudadanos                  | 29.180        | 0,77          |               |               |
|                                      | Predrag Vuletić                      | Partido Liberal Demócrata            | 21,353        | 0,56          |               |               |
| Votos inválidos / en blanco          | Votos inválidos / en blanco          | Votos inválidos / en blanco          | 76,911        | -             | 115,319       | -             |
| Total                                | Total                                | Total                                | 3.812.010     | 100           | 3.683.714     | 100           |
| Votantes registrados / participación | Votantes registrados / participación | Votantes registrados / participación | 7.226.947     | 52,75         | 7.225.860     | 50,98         |
| Fuente: RIK                          |                                      |                                      |               |               |               |               |

- Datos: Q3722575